# Leonhard Köppe
Wilhelm Hermann Leonhard Köppe (* 20. November 1884 in Torgau; † 18. März 1969 in Halle) war ein deutscher Augenarzt und Universitätslehrer.

## Leben
Er war ein Sohn des wohlhabenden Kreisphysikus August Hermann Köppe (1838–1886) und der Auguste Sophie geborene Eckardt. 1894 bis 1905 besuchte Köppe das Gymnasium in Torgau. Danach studierte er Medizin in Freiburg und Halle (Saale). Das Staatsexamen legte Köppe 1910 ab und absolvierte danach Praktika in Halle und Berlin, die er 1912 mit der Promotion zum Dr. med. abschloss. In der Folge war Köppe als Volontärassistent in Breslau sowie Leipzig tätig und dann als praktischer Arzt in Dommitzsch. 1914 nahm er eine Assistentenstelle an der Universität Halle ein, wo er sich 1918 habilitierte. Danach studierte er Mathematik und Physik. Die dabei gewonnenen Kenntnisse ermöglichten es ihm, eine entscheidende Verbesserung der Mikroskopie des lebenden Auges einzuführen. Als Auszeichnung erhielt Köppe 1921 den Titel eines nichtbeamteten außerordentlichen Professors verliehen. Im selben Jahr ernannte ihn die Universität zum Prof. h. c. In der Folge hielt Köppe auf Einladung der spanischen Regierung an den Universitäten in Madrid, Granada und Sevilla Vorlesungen über die Mikroskopie des Auges. Ebenso las er auch in der Tschechoslowakei, Kroatien, Italien, den Niederlanden, USA und Kanada. Von 1923 bis 1925 war er wissenschaftlicher Mitarbeiter in Rochester (USA). Nach Halle zurückgekehrt, konzentrierte sich Köppe auf optische Forschung. 1930 bis 1931 wirkte er als Research-Professor in Iowa (USA). Nach seiner Rückkehr nahm er wieder seinen Lehrauftrag an der Universität Halle wahr. Zum 1. Mai 1933 trat er in die NSDAP ein (Mitgliedsnummer 1.881.628). Während des Zweiten Weltkrieges arbeitete Köppe in der physikalischen Abteilung der Heeres-Nachrichtenschule an der Lösung optischer Probleme für die Luft- und U-Boot-Waffe. Nach Kriegsende 1945 wurde Köppe aus dem Universitätsdienst entlassen und praktizierte als privater Augenarzt.

## Schriften (Auswahl)
- Die Diathermie und Lichtbehandlung des Auges.
- Die Mikroskopie des lebenden Auges in zwei Bänden.